# 커튼콜2
같은 소속사 출신인 강하늘과 한재영은 2017년에 개봉한 영화 《재심》과 2022년에 방송된 JTBC 수목 드라마 《인사이더》 에 이어서 세번째로 호흡을 맞추는 작품의 계기가 되었다.하지원과 권상우는 2004년에 개봉한 영화 《신부수업》 이후로 18년 만에 재회하는 작품이다.성동일과 하지원은 2020년에 개봉한 영화 《담보》 이후로 두번째로 호흡을 맞추는 계기가 되었다.강하늘과 윤상호 PD는 2021년 방송된 KBS 2TV 월화 드라마 《달이 뜨는 강》에 이어서 두 번째로 호흡을 맞추는 계기가 되었다.정지소와 장혜진은 영화 《기생충》 이후 3년 만에 다시 한번 호흡을 맞추는 작품의 계기가 되었다.성동일과 고두심은... 2002년부터 2003년까지 방송된 SBS 대하드라마 《야인시대》 이후 19년 만에 재회하는 작품의 계기가 되었다.최대훈과 강하늘은 JTBC 드라마 《인사이더》 에 이어서 다시 한번 더 호흡을 맞추는 계기가 되었다.

## 등장인물
각주
1. AGB 닐슨 미디어리서치 홈페이지